# Arraiolosmatta

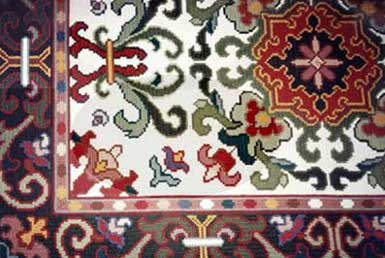
Arraiolosmatta

Arraiolosmattor, broderade mattor som tillverkas i den portugisiska staden Arraiolos i provinsen Alentejo. De tidigaste mattorna är troligen från 1600-talet och inspirerade av persiska mattor.